# Angostura (Sinaloa)
Angostura ist eine Stadt mit etwa 5000 Einwohnern im Nordwesten des mexikanischen Bundesstaates Sinaloa, in der Nähe des Golfes von Kalifornien. Angostura liegt auf etwa 24 m Höhe ungefähr 20 km von der Pazifikküste entfernt im Gebiet der Küstenebene. Angostura liegt im gleichnamigen Municipio und ist dessen Verwaltungszentrum, nicht jedoch dessen einwohnerstärkster Ort.

## Persönlichkeiten
- Blanca Félix (* 1996), Fußballspielerin